# Moreira do Castelo
Moreira do Castelo es una freguesia portuguesa del concelho de Celorico de Basto, con 5,76 km² de superficie y 615 habitantes (2001). Su densidad de población es de 106,8 hab/km².